# (473119) 2015 HF177
(473119) 2015 HF177 es un asteroide perteneciente al cinturón de asteroides, descubierto el 29 de agosto de 2006 por el equipo del Spacewatch desde el Observatorio Nacional de Kitt Peak, Arizona, Estados Unidos.

## Designación y nombre
Designado provisionalmente como 2015 HF17.

## Características orbitales
2015 HF177 está situado a una distancia media del Sol de 2,204 ua, pudiendo alejarse hasta 2,450 ua y acercarse hasta 1,959 ua. Su excentricidad es 0,111 y la inclinación orbital 6,572 grados. Emplea 1195 días en completar una órbita alrededor del Sol.

## Características físicas
La magnitud absoluta de 2015 HF177 es 17,8.